# 172
172（百七十二、ひゃくななじゅうに）は、自然数、また整数において、171の次で173の前の数である。

## 性質
- 172は合成数であり、約数は 1, 2, 4, 43, 86 と 172 である。
  - 約数の和は308。
- 正四十五角形の内角は172°である。
  - 正 n 角形において内角が度数法で整数になる16番目の角度である。1つ前は171°、次は174°。(オンライン整数列大辞典の数列 A110546)
- 1/172 = 0.00581395348837209302325… (下線部は循環節で長さは21)
  - 逆数が循環小数になる数で循環節が21になる4番目の数である。1つ前は129、次は215。
- 各位の和が10になる17番目の数である。1つ前は163、次は181。
- 172 = 62 + 62 + 102
  - 3つの平方数の和1通りで表せる61番目の数である。1つ前は169、次は176。(オンライン整数列大辞典の数列 A025321)
- 172 = 22 × 43
  - 2つの異なる素因数の積で p2 × q の形で表せる24番目の数である。1つ前は171、次は175。(オンライン整数列大辞典の数列 A054753)
- n = 172 のとき n と n − 1 を並べた数を作ると素数になる。n と n − 1 を並べた数が素数になる20番目の数である。1つ前は160、次は180。(オンライン整数列大辞典の数列 A054211)
- 172 = 4 × (62 + 6 + 1) = 4 × (72 − 7 + 1)
  - n = 6 のときの 4(n2 + n + 1) の値とみたとき1つ前は124、次は228。(オンライン整数列大辞典の数列 A112087)

## その他 172 に関連すること
- 西暦172年
- 第172代ローマ教皇はウルバヌス3世（在位：1185年11月25日～1187年10月20日）である。
- セスナ172